# Они (фильм, 1992)
«Они» (груз. ისინი (Isini))— грузинский художественный фильм 1992 года, драма, снятая на киностудии Грузия-фильм творческим объединением «Георгий». Снял фильм Леван Закарейшвили по сценарию, написанному совместно с Гией Бадридзе. Главные роли в этом фильме исполнили Заза Колелишвили, Миндия Лордкипанидзе, Кети Панцхава, Матлюба Алимова, а также Сергей Шведков и Бэка Джгубурия.
Фильм снят как социальная притча с использованием жанра криминальной драмы. Фильм был представлен кинокритикам в 1992 году на Каннском кинофестивале. Актуален фильм и в настоящее время — он участвовал в кинофестивале в Чехии 3 апреля 2005 года (Febio Film Festival).

## Сюжет
В фильме показана жизнь одного молодого человека. Вместе с его жизнью показана и меняющаяся Грузия — последние годы социализма, первые годы независимости. А главный герой проходит за это время свою историю — вначале он попадает в тюрьму, а затем ведёт криминальную деятельность во время неразберихи начала 90-х годов.
В эпилог фильма вынесена цитата из 18 главы Евангелия от Матфея: 
 «Как вам кажется? Если бы у кого было 100 овец, и одна из них заблудилась, то не оставит ли он 99 в горах и не пойдет ли искать заблудившуюся? И если случится найти её, то истинно говорю Вам, он радуется о ней более, нежели о 99 незаблудившихся. Так нет ли воли Отца Вашего небесного, чтобы погиб один из малых сих.».

## В ролях
- Заза Колелишвили
- Миндия Лордкипанидзе
- Кети Панцхава
- Матлюба Алимова
- Сергей Шведков
- Бэка Джгубурия
- Звиад Тавадзе
- Зухритдин Реджаметов
- Джаба Шаматава
- Александр Шишкин

## Съёмочная группа
- Авторы сценария:
  - Леван Закарейшвили
  - Гия Бадридзе
- Режиссёр-постановщик: Леван Закарейшвили
- Продюсер: Тархан Маградзе
- Оператор-постановщик: Олег Башнин
- Художники-постановщики:
  - Тамара Поцхишвили
  - Гия Лаперадзе
- Композитор: Томаз Курашвили
- Монтаж: Лали Колхидашвили
- Звукорежиссёр: Эдишер Георгадзе

## Призы
- 1992 Тбилисский кинофестиваль — Приз за лучшую режиссуру (Леван Закарейшвили)

## Технические данные
- Цветной, стерео
- 142 мин, 160 мин (полная версия, показана на Каннском кинофестивале)